# 안토닌 드보르자크
안토닌 레오폴트 드보르자크(체코어: Antonín Leopold Dvořák [ˈantoɲiːn ˈlɛopold ˈdvor̝aːk][*], 1841년 9월 8일 ~ 1904년 5월 1일)는 국민악파 시대에 활동한 체코의 작곡가이다. 여러 작품을 작곡했는데, 특히 관현악과 실내악에서 모국 보헤미아의 민속 음악적 작품성 풍색과 선율을 표현하였다. 베드르지흐 스메타나에 의하여 확립된 체코 민족주의 음악을 세계적으로 만든 음악가이다.
드보르자크는 6살 때부터 바이올린 연주에 두각을 드러냈다. 1872년 프라하에서 첫 공연을 가졌고, 1873년에는 31세의 나이로 특별한 성공을 거두었다. 프라하 이외의 지역에서도 이름을 알리기 위해 독일에서 열린 시상식에 교향곡 제1번의 악보를 제출했지만, 우승하지 못했다. 이 작품은 분실되었다가 수십년 뒤에서야 발견되었다. 1874년에는 오스트리아 작곡상에 두 개의 교향곡과 다른 작품들의 악보를 제출했다. 심사위원이었던 요하네스 브람스는 드보르자크의 곡에 큰 감명을 받았다. 드보르자크는 1874년과 1876년에 브람스와 음악비평가 에두아르트 한슬리크로 부터 오스트리아 작곡상을 수상했다. 브람스는 드보르자크를 자신의 전속 출판사 N. 짐로크에게 추천했고, N. 짐로크는 드보르자크에게 슬라브 무곡의 작곡을 의뢰했다. 슬라브 무곡은 1878년 베를린 음악 평론가 루이 엘레르트로부터 극찬을 받았으며, 피아노 4핸드 버전의 악보가 엄청난 판매고를 올렸다. 드보르자크의 명성이 전세계에 퍼져나가는 순간이었다.
드보르자크의 첫 번째 종교 작품인 스타바트 마테르는 1880년 프라하에서 초연되었다. 이후 1883년 런던 공연도 매우 성공적으로 마쳤으며, 뒤따라 영국과 미국에서 여러 공연을 열었다. 드보르자크는 영국을 9번이나 방문했는데, 종종 자신의 작품을 직접 지휘하기도 했다. 그의 7번 교향곡은 런던에 헌정되었다. 1890년 3월 러시아를 방문한 그는 모스크바와 상트페테르부르크에서 공연을 직접 지휘했다. 1891년에는 프라하 음악원의 교수로 임명되었다.
1892년 드보르자크는 미국으로 이주하여 뉴욕에 있는 미국 국립 음악원의 교수가 되었다. 미국 국립 음악원의 총장인 자넷 서버(Jeannette Thurber)는 드보르자크에게 연봉 15,000달러(2020년 기준 43만달러)를 제안했는데, 이는 그가 프라하 음악원에서 받고 있던 연봉의 25배에 해당하는 금액이었다. 미국에 있는 동안 드보르자크는 9번 교향곡을 써 전세계에 그 명성을 널리 알렸다. 첼로 협주곡도 이 때 작곡한 것이다.
1893년 여름, 드보르자크는 비서 J.J. 코바릭의 조언에 따라 뉴욕에서 아이오와주 스필빌로 이사했다. 드보르자크는 원래 보헤미아로 돌아올 계획이었지만, 스필빌은 대부분 체코 이민자들로 구성되어 있어서 마치 보헤미아에 있는 듯한 생활을 할 수 있었다. 드보르자크는 여기를 두고 "여름의 비소카"라고 부르기도 했다. 드보르자크는 여기서  현악 사중주 12번을 썼는데, 후에 "미국"이라는 별칭이 붙은 작품이다. 아이오와에서 휴가를 끝마친 드보르자크는 미국 국립 음악원에서 계약을 2년 연장한다. 그러나 1893년 4월의 경제 위기로 인해 음악원 총장이던 자넷 서버의 남편이 수입이 줄어들자, 국립 음악원의 재정도 안좋아지기 시작했다. 유럽에서 드보르자크를 찾는 사람이 많아지자, 향수병과 임금 감소를 겪던 드보르자크는 1895년 미국을 떠나 보헤미아로 돌아갔다.
드보르자크의 오페라 9편은 그의 첫 작품을 제외하고 모두 리브레토가 체코어로 되어있다. 이 작품들은 드보르자크의 합창곡들과 마찬가지로 보헤미아 민족의 얼을 표현하고 있다. 드보르자크의 오페라중에는 《루살카》가 가장 유명하다. 소품들 중에는 《유머레스크》가 유명하다.

## 생애

### 초반

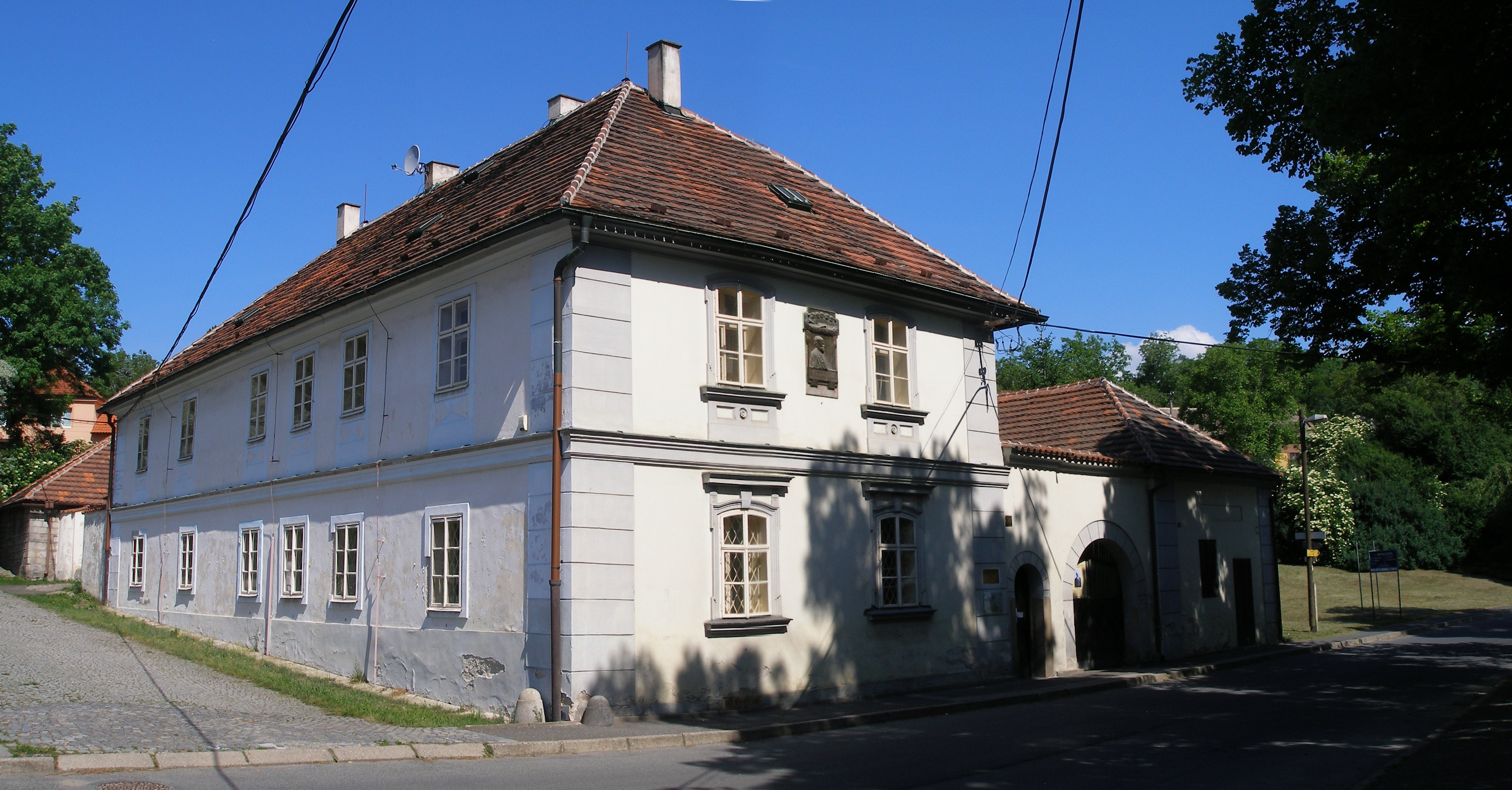
드보르자크가 태어난 집

드보르자크는 1841년 오스트리아 제국 프라하(현재는 체코 공화국) 근처 넬라호제베스(Nelahozeves)에서 태어나서, 생애 대부분을 그곳에서 보냈다. 여관 주인이자 도축업자인 아버지 프란티셰크 드보르자크는 치터를 전문적으로 연주하였다. 어머니인 요제프 즈덴코바는 롭코비치 가문의 고용인이었다. 드보르자크는 14남매의(태어나자마자 죽은 아이들을 제외하면 8남매) 중 첫째였다. 마을의 가톨릭 교회에서 세례를 받았고, 신자로 성장하였다. 1847년에 요제프 슈피츠로부터 바이올린을 배운다. 처음부터 바이올린에 재능을 보였으며 동네 악단과 교회 악단에서 연주하였다. 아버지 프란티셰크는 안토닌 드보르자크의 재능을 응원했으나, 13세가 되던 해에는 독일어를 배우라는 목적으로 삼촌 안토닌 즈데네크가 살고 있는 즐로니체(Zlonice)로 보내진다. 첫 번째 곡은 1855년에 쓰여진 것으로 추정된다.
드보르자크는 즐로니체에 있는 외삼촌과 안토닌 리만 선생이 부친을 설득한 보람으로 1857년 16세에 프라하의 오르간학교에 입학하여 정식으로 음악가가 되는 길을 걷게 되었다. 프라하에서는 오르간 학교에서의 교육보다도 학우이며 훗날의 지휘자 카렐 벤들과 친교를 맺고, 재학 중부터 오케스트라에 가담하여 바이올린을 켜서 수확을 올렸다. 특히 그 오케스트라가 당시 명성을 얻고 있던 바그너를 영입하고 있던 관계도 있어 드보르자크는 퍽 오래도록 바그너의 영향을 받게 된다. 그러나 드보르자크는 바그너식의 오페라나 음악극의 체코판을 만들려고 한 것이 아니라 바그너의 멜로디나, 특히 화성의 특징을 자기 나름대로 소화하여 받아들였다. 드보르자크는 꽤 노력형이어서 학생시절부터 친척집에 기숙하면서 침식을 잊고 공부하였다.

### 졸업 후

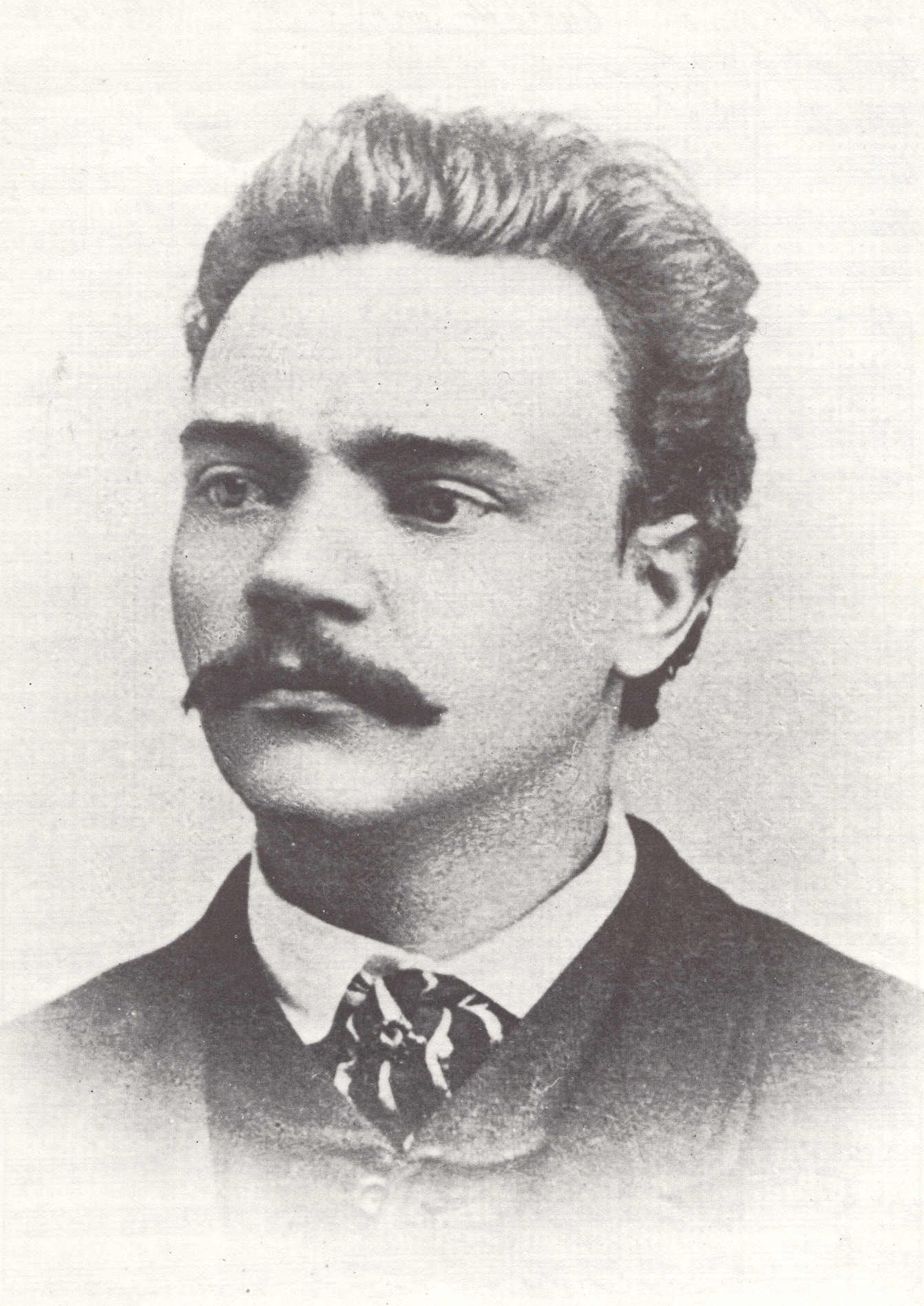
1868년의 모습

졸업 후에는 프라하의 일류 호텔이나 레스토랑에 출연하고 있던 카렐 콤자크 악단에 가담하여 비올라를 켜게 되었으나 1862년에 체코인을 위한 국민극장이 건설될 때까지의 임시극장이 개관되어 악단과 더불어 이 극장 전속 오케스트라의 핵심이 되어 약 10년간 근속하였다. 1866년부터 스메타나가 이 극장의 오페라 감독에 취임, 자작의 오페라 등을 지휘하게 되었으므로 바그너, 슈베르트나 베토벤의 영향과 함께 스메타나의 민족주의적인 음악사상이 그의 작품을 채색하게 되었다. 드보르자크는 오케스트라 동료들로부터 작곡 같은 것을 해서 무엇하느냐고 핀잔을 받았으나 묵묵히 작곡을 하였으며 특히 1861년(20세 때)부터 실내악의 대곡(작품 1의 현악 5중주곡)을, 또 1865년부터 교향곡(제1과 제2를 이해에)을 작곡한 것은 당시의 슬라브계의 민족음악의 작곡가들이 스메타나를 비롯하여 대체로 이와 같은 순음악보다도 표제 음악이나 오페라에 끌려 있던 것과 대조적이어서 주목할 만하다. 드보르자크의 이러한 순음악에 대한 열정은 죽기 약 9년 전인 1895년까지 계속된다. 후기 낭만적 음악의 화성조직이나 색채적인 오케스트라의 사용법이라든가 그러한 개개의 기법에 이끌렸어도 고전적인 음악형식을 저버리려고 하는 그 무렵의 작곡계의 일반적인 경향에는 반대였고 새로운 고전주의를 목표로 한 점에서 독일의 대작곡가 브람스의 생각과 일맥상통하는 바가 있어 사실 브람스에게는 매우 총애를 받아 드보르자크의 작품이 1877년 이후 베를린의 지므로크 음악출판사를 통해 출판되었고, 체코 이외의 나라에서 연주하게 된 것도 브람스의 소개로 된 것이었다.

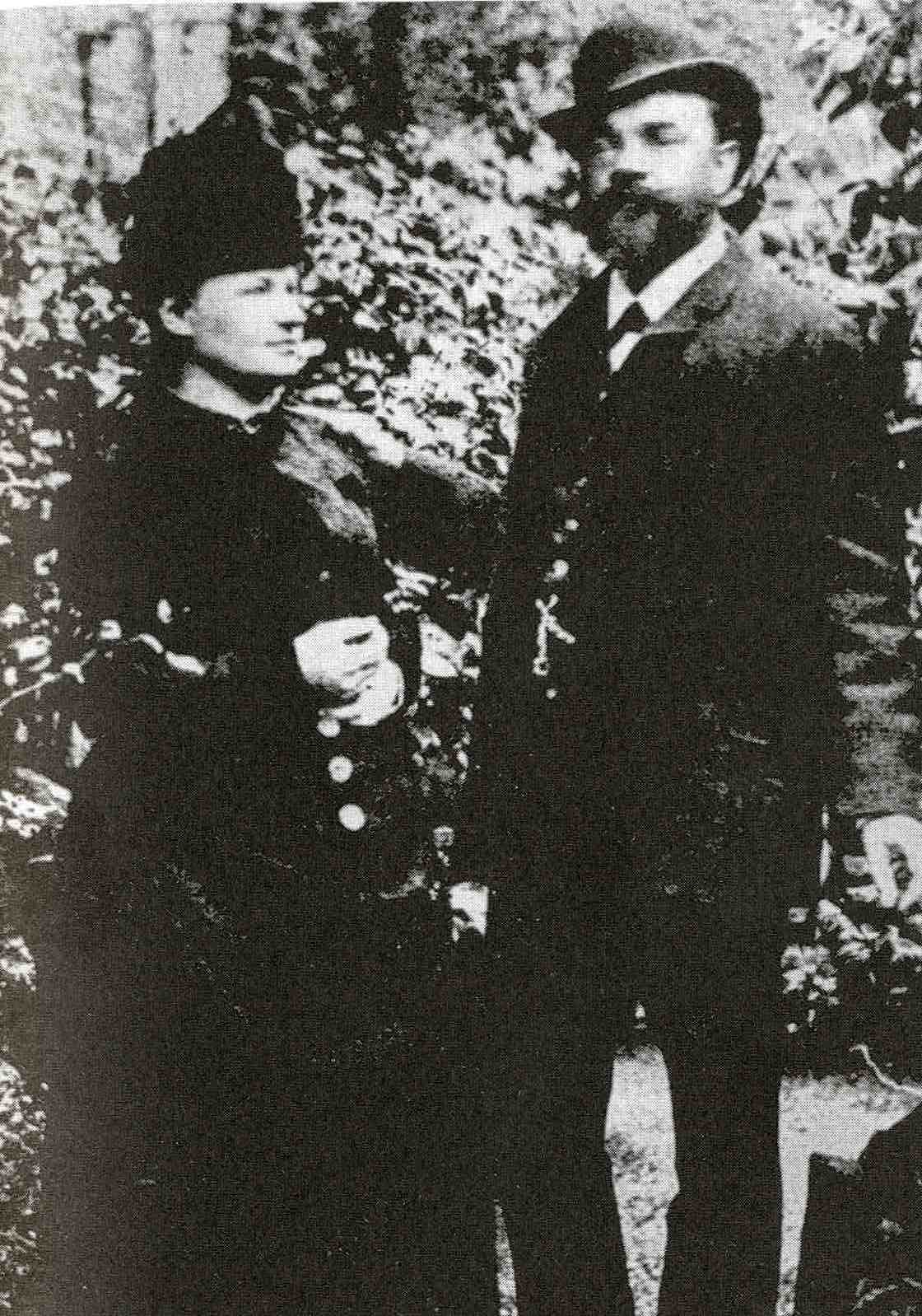
런던에서 부인 안나와 함께. 1886년.

브람스를 비롯하여 지휘자이며 피아니스트인 한스 폰 뷜로, 지휘자인 한스 리히터, 당시 빈에서 절대적인 영향력을 발휘한 평론가 한슬리크 등 독일, 오스트리아의 저명한 음악인 지위를 얻게 된 것도 드보르자크의 명성과 작품을 세계적으로 만드는 데 큰 힘이 되었다. 독일, 오스트리아뿐만 아니라 1884년 말 영국에도 9번 방문하여 영국을 위해 <유령의 신부> 및 <교향곡 제7번 D단조>를 쓰고 케임브리지 대학에서 명예 음악 박사 학위를 받았다. 그러나 드보르자크는 국제인으로서 사는 것을 바라지 않고 끝까지 체코인으로 살아갔다. 빈으로 이주하도록 재삼 권유된 것을 거절한 것도 그의 신념을 보여주는 것으로서, 빈 정부에 대해 독립투쟁을 밀고 있던 동포들을 버리고 자신만 빈에서 안일하게 생활을 한다는 것은 생각도 하지 않았다.
1890년부터 프라하 음악원에서 작곡과 그 밖의 것을 가르치고 있었으나, 1892년의 51세 때 뉴욕의 국민음악원의 원장으로 초빙되었다. 교향곡 제9번 <신세계로부터>, 현악 4중주곡 <아메리카> 등 오늘날 가장 많이 연주되고 있는 드보르자크의 작품이 미국에 머무르는 동안에 작곡되었다. 그러나 1894년의 여름 휴가로 귀국(이 때 피아노 독주곡, 8개의 <유모레스크>를 작곡했다. 그 중에서 7번째 곡이 바이올린으로 편곡되어 유명해지자 다시 미국으로 가기가 싫어졌지만 일단 돌아가서 결국 다음해 봄 많은 사람들이 좀 더 오래도록 미국에 머물러 있을 것을 바라는데도 불구하고 계약을 중도파기하고 귀국했다. 미국에 머무는 동안에는 슬라브풍의 음악에 흑인과 인디언의 멜로디를 조화하며 작곡을 한 것으로 알려져있다.

### 말년
귀국 후 만년의 약 10년간은 일반 민족주의 음악의 작곡가와 같이 오페라와 교향시에 주력하여 <루살카>(1901 초연)와 같은 귀여운 오페라도 만들었다. 그러나 그의 창작력이 그 정상에 달한 것은 이 이전, 특히 도미 직전인 수년간으로 추측된다. 피아노 3중주곡 <도무키>(1890-1891)가 그 좋은 한 예이듯이 종래의 독일류의 음악형식에 구속되지 않은, 슬라브인의 변화와 대조를 좋아하는 민족성에 한층 잘 맞는 새로운 형식적 질서를 낳은 것도 그 무렵이었다. 1901년엔 빈의 종신 상원의원으로 귀족이 되었고, 같은 해 프라하 음악원의 원장이 되기도 한, 독립 전의 체코의 문화인으로서는 최고의 영예를 받은 후 1904년 5월 1일, 심장마비와 뇌졸중으로 사망, 국장으로 모셔졌다.
드보르자크는 이른바 귀재형의 음악가는 아니며 굳이 말하자면 평범 속에 위대성이 있는 사람이라는 평이 있다.

## 작품

### 교향곡
- 교향곡 1번 다단조 ‘즐로니체의 종’(1865)
- 교향곡 2번 내림 나장조(1865)
- 교향곡 3번 내림 마장조(1873)
- 교향곡 4번 라단조(1874)
- 교향곡 5번 바장조(1875)
- 교향곡 6번 라장조(1880)
- 교향곡 7번 라단조(1885)
- 교향곡 8번 사장조(1889)
- 교향곡 9번 마단조 '신세계로부터 (From The New World)'[13](1893)

### 관현악곡

#### 교향시
- 교향시 가단조(1874)
- 물의 정령(1896)
- 한낮의 마녀(1896)
- 황금 물레(1896)
- 들비둘기(1896)
- 영웅의 노래(1897)

#### 서곡
- 슬픈 서곡 내림 나단조(1870)
- 나의 집 서곡 다장조(1882)
- 후스교도 서곡 다단조(1882)
- 사육제 서곡 가장조(1891)
- 오셀로 서곡 올림 바단조(1892)

#### 그 밖의 관현악곡
- 교향 변주곡 다장조(1877)
- 3개의 슬라브 광시곡(1878)
- 체코 모음곡 라장조(1879)
- 축전 행진곡 다장조 B.88(″)
- 스케르초 카프리치오소 내림 라장조(1883)

### 관악·현악 합주곡
- 현악 세레나데 마장조(1875)
- 관악 세레나데(1878)

### 협주곡
- 피아노 협주곡 사단조(1876)
- 바이올린 협주곡 가단조(1879, 1880(1차 개정), 1882(2차 개정))
- 첼로 협주곡 가단조(1865)
- 첼로 협주곡 나단조(1894~5)

### 실내악

#### 현악 4중주
- 1번 가장조(1862)
- 2번 내림 나장조(1869)
- 3번 라장조(1869~70)
- 4번 마단조(1870)
- 5번 바단조(1873)
- 6번 가단조(1873)
- 7번 가단조(1874)
- 8번 마장조(1876)
- 9번 라단조(1877)
- 10번 내림 마장조 ‘슬라브’(1878~9)
- 11번 다장조(1881)
- 12번 바장조 ‘아메리칸’ (1893)
- 13번 사장조(1895)
- 14번 내림 가장조(1895)

#### 피아노 3중주
- 1번 내림 나장조(1875)
- 2번 사단조(1876)
- 3번 바단조(1883)
- 4번 마단조 ‘둠키’(1890-1891)

#### 현악 5중주
- 1번 가단조(1861)
- 2번 사장조(1875)
- 3번 내림 마장조 ‘아메리칸’(1893)

#### 피아노 4중주
- 1번 라장조(1875)
- 2번 내림 마장조(1889)

#### 피아노 5중주
- 1번 가장조(1870)
- 2번 가장조(1887)

#### 바이올린과 피아노
- 로망스 바장조(1873~7)
- 카프리치오(1878)
- 소나타 바장조(1880)
- 발라드 라단조(1884)
- 낭만적 소품(1887)
- 소나티나 사장조 Sonatina in G major for  violin and piano op.100, Indian Lament (1893)

#### 첼로와 피아노
- 폴로네즈 가장조(1879)
- 론도 사단조(1891)

#### 그 외
- 현악 6중주 가장조 Op.48(1878)
- 바가텔 Op.47(바이올린2, 첼로, 하모니움)(1878)
- 현악 3중주 다장조(2대의 바이올린&비올라, 1887)
- 팡파르 B.167(트럼펫4, 팀파니)(1891)

### 피아노
- 슬라브 춤곡 제1집(1878)
- 6개의 소품(1880)
- 10개의 전설(1881)
- 보헤미아의 숲에서(6개의 소품, 1883)
- 유머레스크 올림 바장조(1884)
- 슬라브 춤곡 제2집(1886)
- 짧은 소품 내림 마장조 B.158(1888)
- 8개의 유머레스크(1894)

### 가곡
- 사이프러스(18개, 1865)
- 모라바 이중창 제1집(5개, 1876)
- 모라바 이중창 제2집(9개, 1876)
- 저녁 노래(1876)
- 모라바 이중창 (제3집)(4개, 1877)
- 아베마리아(1877)
- 집시의 노래(7개, 1880)
- 2개의 체코의 시(1885)
- 성서의 노래(10개, 1894)

### 합창
- 스타바트 마테르(1876~7)
- 성 루드밀라(오라토리오, 1885~6)
- 체코 농민의 송가(1885)
- 미사 라장조(1887)
- 레퀴엠 내림 마단조(1890)
- 테 데움(1892)

### 오페라
- 알프레드(1870)
- 고집스러운 정부(情婦)(1874)
- 반다(Vanda)(1875)
- 영리한 농민(1877)
- 디미트리(1881~2)
- 왕과 숯쟁이(1887, 최종)
- 야코빈(1888)
- 루살카(1900)
- 아르밀다(1903)

## 일화
철도광이었던 그는 딸의 연인이었던 요제프 수크(드보르자크의 제자로, 후에 프라하 음악원 원장. 바이올린니스트인 수크는 그의 손자)에게, 새로운 기관차의 제조 번호를 조사해 오도록 부탁하였지만, 기관차에 익숙하지 않은 수크는 잘못된 번호를 보고하였다. 드보르자크는 진지하게 화내, 딸에게 "너는 이런 멍청이와 정말로 결혼할 생각이냐?"라고, 진심으로 결혼을 반대하였다.

## 참고 문헌
- John Clapham (1979), Dvořák, ISBN 0-7153-7790-6
- New Grove Dictionary of Music and Musicians: Dvořák,Antonín
- 닐 웬본, 《드보르자크, 그 삶과 음악》(이석호 역, 포노, 2015). ISBN 978-89-93818-72-7 이 문서에는 다음커뮤니케이션(현 카카오)에서 GFDL 또는 CC-SA 라이선스로 배포한 글로벌 세계대백과사전의 내용을 기초로 작성된 글이 포함되어 있습니다.

### 음반과 악보
- Radio Open Source 1-hour programme entitled "Dvořák to Duke Ellington", on Dvořák's predictions about the future of American music
- Kunst der Fuge: Antonin Dvorák - (Many) MIDI files
- Guided listening on Dvořák's most famous works can be found in the BBC Radio 3 'Discovering Music' archive
- clips of Dvorak's 9 symphonies
- 진혼곡(안토닌 드보르자크). 스페인어 TV 심포니 오케스트라.